# SS-GB
SS-GB és una sèrie de televisió dramàtica britànica de 2017 produïda per a la BBC i basada en la novel·la homònima de 1978 de Len Deighton. Està ambientat en una línia temporal alternativa de 1941 en què el Regne Unit és ocupat per l'Alemanya nazi durant la Segona Guerra Mundial. SS-GB va rebre crítiques molt positives. S'ha doblat al valencià per a À Punt.